# Ramon Maria de Dalmau i d'Olivart
Ramon Maria de Dalmau i d'Olivart (Les Borges Blanques, Província de Lleida, 1861- Madrid, 11 d'octubre de 1928) fou un jurista, escriptor i polític català, primer marquès pontifici d'Olivart des de 1882 i Senyor de Gelida.

## Biografia
Es va doctorar en dret civil i canònic i va ser professor de les facultats de dret de Barcelona i Madrid. Va ser diputat a Corts del Partit Conservador pel districte de les Borges Blanques a les eleccions generals espanyoles de 1896 i 1899. i va exercir d'àrbitre en alguns problemes fronterers entre països americans. Especialitzat en dret internacional, va pertànyer a nombroses associacions i institucions. Va ser president de l'Associació Espanyola de Dret Internacional, vicepresident de l'Institut de Dret Internacional i del Colonial i secretari de l'Associació Francisco de Vitoria. El 1892 va publicar, gràcies a una concessió del Ministeri d'Estat, una col·lecció en dos volums dels tractats i actes internacionals d'Espanya des del regnat d'Isabel II d'Espanya.

## Obres
- Catalina de Aragón y Carolina de Brunswick (1881)
- Teorías de los interdictos (1885)
- Manual de Derecho internacional público y privado (1886)
- Tratado y notas del Derecho internacional público (1887-1889)
- La ejecución de las sentencias extranjeras (1888)
- Programa de Derecho internacional público (1889)
- Elementos de Derecho Internacional Público (1906)
- Bibliographie du Droit international (1905-1910)